# Andrea Dotti (medico)

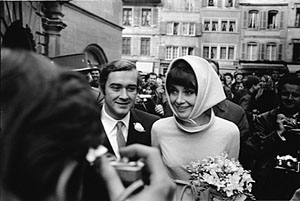
Andrea Dotti e Audrey Hepburn

Il Conte Andrea Paolo Mario Dotti (Napoli, 18 marzo 1938 – Roma, 30 settembre 2007) è stato uno psichiatra italiano, noto per aver sposato l'attrice Audrey Hepburn.

## Biografia
Dotti è stato professore ordinario di psichiatria all'Università di Roma "La Sapienza". Era noto per la sua attività di ricerca e clinica sui disordini alimentari (bulimia e anoressia nervosa), sulle patologie ciclotimiche, sulla terapia farmacologica in psichiatria, argomento a cui dedicò un fortunato trattato con Reda e la sezione riguardante la terapia farmacologica nel Trattato Italiano di Psichiatria Cassano e Pancheri.
Dotti apparteneva a una ricca famiglia aristocratica, ed era amico o parente di alcune note personalità dell'arte e della finanza. Divenne noto anche al pubblico dei rotocalchi per il suo matrimonio con l'attrice Audrey Hepburn, avvenuto il 18 gennaio 1969. Dalla loro unione nacque nel 1970 il figlio Luca. La Hepburn si trasferì presto col figlio in Svizzera per paura dei rapimenti a scopo di estorsione, frequenti in Italia negli anni settanta. Lo stesso Dotti, che rimase in Italia, sfuggì nel 1975 a un tentativo di rapimento grazie all'intervento dei poliziotti di guardia all'ambasciata egiziana. Il matrimonio terminò, dopo 13 anni, con l'accusa di tradimento rivolta a Dotti dalla Hepburn; nonostante il divorzio, i due ex-coniugi rimasero in buoni rapporti.
Il 30 settembre 2007, Dotti è deceduto in conseguenza di complicazioni dovute ad una colonscopia.